# Municipio San Judas Tadeo (Táchira)
El Municipio San Judas Tadeo es uno de los veintinueve municipios que forman parte del Estado Táchira en Los Andes de Venezuela. Su capital es la población de Umuquena. Tiene una extensión de 253 km², según estimaciones del INE su población para el año 2007 es de 10 000 habitantes.

## Historia
Umuquena, capital del municipio San Judas Tadeo, fue establecido oficialmente el 26 de enero de 1998, según la División Político-Territorial del estado Táchira. La cabecera municipal es la población de Umuquena. El municipio cuenta con una población aproximada de 7300 habitantes.

## Himno del municipio
Letra de Julio Ramón Carrero Duque

Música de Cesar Peñaloza Roa
¡Umuquenenses!
CORO:
Con fervor trabajemos unidos

construyendo el sublime ideal

cultivemos junto a nuestros hijos

la justicia, el honor la amistad,

conservemos al pueblo aguerrido

en las glorias de la libertad.
I
Umuquena, entre ríos nacida,

a San Judas, devota acudió,

la región asentó su partida

y este nombre glorioso adoptó.
II
Nuestro pueblo conserva por siempre

aborigen linaje y tesón

esta hermosa cultura es la fuente

del espíritu y la tradición.
III
Morro Negro, sereno y altivo,

Umuquena a tus pies se fundó;

Diste sombra al valiente nativo

que en tu agreste montaña vivió.
IV
Piedra Gorda tu nombre primero

rica caña, cambur y café;

En tu suelo tus hijos crecieron

en hogares de amor y de fe.
V 
Al labriego que siembra en tus surcos,

lo ilumina la vida y el sol;

Verdes frondas tus rumbos:

bella tierra regalo de Dios.

## Geografía

### Límites
- Limita al NORTE 
  - Municipio Panamericano

- Limita al SUR 
  - Municipio Seboruco
  - Municipio Jáuregui

- Limita al ESTE 
  - Municipio Jáuregui

- Limita al OESTE 
  - Municipio García de Hevia
  - Municipio Antonio Rómulo Costa.

| Noroeste: García de Hevia                     | Norte: Panamericano      | Nordeste: Jáuregui |
| Oeste: García de Hevia / Antonio Rómulo Costa |                          | Este: Jáuregui     |
| Suroeste: Antonio Rómulo Costa                | Sur: Seboruco / Jáuregui | Sureste: Jáuregui  |

### Parroquias
El municipio San Judas Tadeo cuenta con una (01) parroquia denominada Umuquena, con su capital Umuquena. Además cuenta con varias aldeas como lo son: Caño Negro, La Hojita, Las Talas, El Cocal, Mata de Guineo, La Casiana, El Tesoro, Veradales.
| Parroquia                 | Superficie | Población  | Densidad       | Capital  |
| ------------------------- | ---------- | ---------- | -------------- | -------- |
| 1.) Umuquena              | km²        | hab.       | hab./km²       | Umuquena |
| Municipio San Judas Tadeo | 253 km²    | 7.253 hab. | 28,67 hab./km² | Umuquena |

## Política y gobierno

### Alcaldes
| Período     | Alcalde               | Partido político / Alianza | % de votos | Notas |
| ----------- | --------------------- | -------------------------- | ---------- | --- |
| 2000 - 2002 | Gilberto Paz          |                            | 37,81      | Primer alcalde bajo elecciones directas (Se realizaron elecciones generales adelantadas en el 2000 debido a la aprobación de la Constitución de 1999) |
| 2002 - 2004 | Jesus Ramon Contreras |                            | -          | (Alcalde encargado tras la destitución del alcalde Gilberto Paz)                                                                                      |
| 2004 - 2008 | Ana Berzabeth Gandica |                            | 65,11      | Segunda alcalde bajo elecciones directas |
| 2008 - 2013 | Ana Berzabeth Gandica |                            | 79,94      | Reelecta (se postergan 1 año las elecciones municipales pautadas para finales del 2012)                                                               |
| 2013 - 2017 | Ana Berzabeth Gandica |                            | 73,60      | Reelecta |
| 2017 - 2021 | Ana Berzabeth Gandica |                            | 61,28      | Reelecta |
| 2021 - 2025 | Jesús Salvador Pérez  |                            | 53,20      | Tercer alcalde bajo elecciones directas |
| 2025 - 2029 | Jesús Salvador Pérez  |                            |            | Reelecto |

### Concejo municipal
Período 2000 - 2005
| Concejales              | Partido político / Alianza |
| ----------------------- | -------------------------- |
| Olinto Lozada           | COPEI                      |
| Jose Contreras          | COPEI                      |
| Jesus Ramon Contreras   | COPEI                      |
| Eduver Juvencio Perez   | PPT                        |
| Alfonzo Doroteo Sanchez | PPT                        |

Período 2005 - 2013
| Concejales     | Partido político / Alianza |
| -------------- | -------------------------- |
| Robin Duarte   | PPT                        |
| Doris Galvan   | PPT                        |
| Aleidy Gandica | PPT                        |
| Juan Sanchez   | MVR                        |
| Jairo Berbesi  | MVR                        |

Período 2013 - 2018
| Concejales           | Partido político / Alianza |
| -------------------- | -------------------------- |
| Jean Carlos Villalba | PSUV                       |
| Juan Sanchez         | PSUV                       |
| Gerson Gomez         | PSUV                       |
| Jairo Berbesi        | PSUV                       |
| Aleidy Gandica       | PSUV                       |

Periodo 2018 - 2021
| Concejales       | Partido político / Alianza |
| ---------------- | -------------------------- |
| Barbara Zambrano | PSUV                       |
| Gerson Gómez     | PSUV                       |
| Ana Chacon       | PSUV                       |
| Aleidy Gandica   | PSUV                       |
| Victor Guerrero  | PSUV                       |

Periodo 2021 - 2025
| Concejales        | Partido político / Alianza |
| ----------------- | -------------------------- |
| Yonatan Rodríguez | MUD                        |
| Jennifer Pérez    | MUD                        |
| Olga Lozada       | MUD                        |
| Nelson Marquez    | MUD                        |
| Aleidy Gandica    | PSUV                       |